# Кролёвка
Кролёвка (укр. Кролівка) — село, относится к Тарутинскому району Одесской области Украины. Расположено на водоразделе рек Кантемир и Арса.
Население по переписи 2001 года составляло 89 человек. Почтовый индекс — 68514. Телефонный код — 8-04847. Занимает площадь 0,26 км². Код КОАТУУ — 5124781403.

## Местный совет
68514, Одесская обл., Тарутинский р-н, с. Вознесенка Вторая, ул. Ленина, 80